# Bioakkumulation
Bioakkumulation er den stigende koncentration af et stof i en organisme gennem dens levetid. 
Begrebet anvendes mest om ophobning af giftstoffer i fisk.
| Biologi | Spire Denne artikel om biologi er en spire som bør udbygges. Du er velkommen til at hjælpe Wikipedia ved at udvide den. |